# Make Everything Great Again
Make Everything Great Again (del inglés «Haz todo grande otra vez» o «Que todo vuelva a ser grande») fue un mural de arte urbano de los artistas Dominykas Čečkauskas y Mindaugas Bonanu. Fue ubicado en la pared del restaurante de parrillada Keulė Rūkė (del lituano "Cerdo Humeante") en el área de la estación de Vilna del centro histórico de Vilna en Lituania.
El mural representaba al entonces candidato republicano de los Estados Unidos Donald Trump dándole un beso francés a Vladímir Putin presidente de Rusia, se dio a conocer el 13 de mayo de 2016. La leyenda Make Everything Great Again juega con el eslogan de la campaña de Trump "Make America Great Again" (del inglés «Haz América [Estados Unidos] grande otra vez» o «Que América vuelva a ser grande»).
El restaurante Keulė Rūkė cerró sus puertas en octubre del 2019. En julio de 2019 se informó que el mural había sido pintado con el mensaje "make empathy great again" (del inglés «haz la empatía grande otra vez» o «que la empatía vuelva a ser grande») aunque una versión pequeña del mural original se mantuvo en una pared en el patio interior del edificio.

## Historia

### Trasfondo
La obra de arte se dio a conocer por primera vez el 13 de mayo de 2016. Make Everything Great Again apareció en la pared después de que Vladímir Putin y Donald Trump intercambiaran declaraciones de mutua admiración, y el presidente de Rusia describió a Donald Trump como "una persona muy colorida, talentosa sin ninguna duda". Donald Trump respondió que era "un gran honor ser elogiado tan amablemente por un hombre tan respetado dentro de su propio país y más allá".

### Inspiración
La imagen se inspiró en fotografías de 1979 de Leonid Brézhnev y Erich Honecker besándose como parte del saludo fraternal socialista que a su vez inspiró el grafiti de 1990 Mein Gott hilf mir, diese tödliche Liebe zu überleben («Dios mío, ayúdame a sobrevivir a este amor mortal» en alemán) retratado en el Muro de Berlín por Dmitri Vrubel.
Uno de los artistas, Dominykas Čečkauskas, era el propietario del restaurante que había solicitado la obra de arte. Dijo en una entrevista: "Vimos similitudes entre los dos héroes (Trump y Putin) ... Ambos tienen un ego demasiado grande, y es gracioso que se lleven bien". Čečkauskas dijo: "Estamos en una especie de Guerra Fría de nuevo, y Estados Unidos puede tener un presidente que quiere que sean amigos con Rusia". Los artistas, con la ayuda del mural, predicen que si Rusia y los Estados Unidos alguna vez "se besaran, pasaría en los países bálticos ... con lenguas o con tanques". El otro artista, Mindaugas Bonanu, ha declarado que el beso no es necesariamente homoerótico. "Creo que no hay nada gay en de ellos. Se están besando, cierto, como una cosa de la Unión Soviética; Creo que se trata más del pasado. Pero mucha gente, especialmente de los Estados Unidos, no conoce la historia ", se le ha citado diciendo.

### Vandalismo y restauración
En agosto de 2016, el mural fue dañado por desconocidos con pintura blanca.

## Reacción del gobierno
El alcalde de Vilna, Remigijus Šimašius, enfatizó los valores de las libertades civiles en su ciudad en una declaración a la organización de medios lituana LTnews.net: "No hay censura en nuestra ciudad. Por eso apoyo la idea de hacer este grafiti. Demuestra que Vilnius es el ciudad de la libertad, el amor y la belleza". Šimašius comentó además en una publicación en su Facebook: "Vilnius es una ciudad de la libertad, donde no tenemos que tener miedo al ruido de armas a solo varias docenas de kilómetros de distancia y expresar lo que creemos sin censura".

## Comentarios
El trabajo se hizo rápidamente popular y comentado tanto en su país de origen como en los periódicos mundiales. BBC News comentó: "Una vez que ha pasado el impacto inicial de ver a supervivientes de la tensión de la Guerra Fría alimentados por testosterona besándose, una mirada más cercana al mural revela un nivel de comentario político sutil que corta la sensación superficial". Esquire declaró es "un mural provocativo, por decir lo menos". MarketWatch señaló que el mural tuvo el impacto de "enviar algunas ondas a todo el mundo".